# Surat Shabd Yoga
Surat-Shabd-Yoga (Aufmerksamkeit-Tonstrom) ist die Meditationsform der Sant-Mat-Bewegung (Pfad der Meister). Der Praktizierende strebt in der Meditation nach der Wahrnehmung inneren Lichts oder Tons. Zusätzliches Element ist das geistige Rezitieren spezieller Mantren (Simran), welche Schutz vor negativen Einflüssen bieten und göttliche Energien auf sich lenken sollen. Die Zugehörigkeit zu einer klassischen Religion schließt das Praktizieren des Surat-Shabd-Yoga nicht aus.

## Initiationsritual
Die Praxis wird mit einem Einweihungsritual begonnen, vergleichbar einer buddhistischen Übertragung (Abhisheka oder VAK). Dieses Ritual wird durch einen Guru (Lichtträger), Meister oder eine bevollmächtigte Person (IBV) durchgeführt. Unautorisierte Weitergabe der Initiationsanweisungen verursacht nach dem Glauben der Anhänger schweren spirituellen Schaden.
Das Ritual dauert ca. 3 Stunden. Die Initiation enthält folgende Schritte:
- Einführung in den Sant Mat
- Bekanntgabe der Voraussetzungen (vor allem Verzicht auf Fleisch, Fisch, Eier, Alkohol und andere Drogen)
- Überlieferung der Meditationsanweisungen mit zur Meditation genutzten Gottesnamen
- Meditation auf Licht und Ton

Eine Verbindung mit anderen Schülern, einer Organisation oder dem Meister wird empfohlen, ist jedoch nicht notwendig.

## Ziel
Licht und Ton werden als direkt wahrnehmbare Aspekte der Offenbarung des höchsten Gottes Radhasoami betrachtet. Ziel sei die schrittweise Verbindung des Menschen mit dem Licht-/Tonstrom, was schließlich das Einswerden mit dem überpolaren Zustand des immer unoffenbarten Namenlosen und Wortlosen (Alakh, Agam und Anami) bedeutete. In dem Zustand sei der Schüler nur noch reines Bewusstsein und Teil des höchsten Gottes Radhasoami und handele als solcher. Dieser Zustand soll dem Menschen Selbsterkenntnis, Gottverwirklichung, tiefen inneren Frieden, unerschöpfliche Liebe und vollkommenes Verständnis für alle Lebewesen eröffnen.

## Kritik
Durch Unklarheiten bei der Nachfolge vieler Gurus entstand eine Vielfalt an Gruppierungen, die sich teilweise ablehnend gegenüberstehen. Die zur Meditation gegebenen Gottesnamen unterscheiden sich je nach dazugehörigem Guru voneinander. So gab Sant Kirpal Singh (1894–1974) muslimischen Schülern die Namen in der aus der islamischen Sufitradition stammenden arabischen Form, den meisten anderen jedoch in der von den Sikh-Gurus gegebenen Form. Während es oftmals fünf Worte sind, werden bei manchen Gurus weniger, bei einigen Radhasoami-Gruppen nur eines oder sogar gar keines vergeben. Das erscheint vor dem Hintergrund der seit Guru Nanak bestehenden Tradition zweifelhaft. Es wird behauptet, die Praktizierenden würden in Wahrheit nichts sehen oder hören.